# Ho ucciso paranoia
Ho ucciso paranoia è il terzo album dei Marlene Kuntz, pubblicato nel 1999.

## Il disco
Dopo due anni di lavoro e una nascita sofferta in studio di registrazione, il 14 gennaio 1999 esce l'album Ho ucciso paranoia, in due edizioni: quella a CD singolo contenente l'album, e quella doppia, con l'aggiunta di un secondo CD contenente sedici tracce tratte da delle jam sessions.
Di queste improvvisazioni, chiamate Spore, ve ne sono già due nell'album e per lo stile ricordano la già pubblicata La vampa delle impressioni (parte I).
L'unica cosa che distingue le due produzioni è il colore dominante della copertina: verde per l'album singolo, viola per l'album doppio, intitolato Ho ucciso Paranoia + Spore.
Il tour che segue la pubblicazione dell'album dura da gennaio a settembre 1999, fino a raggiungere un totale di 67 date distribuite in giro per l'Italia, durante le quali vengono registrati i brani che entrano a far parte del primo album dal vivo dei Marlene Kuntz: H.U.P. Live in Catharsis, che esce il 10 novembre 1999, contenente 17 tracce e seguito, in dicembre, da un mini tour promozionale di 6 date.

## Stile
L'album, dai testi sempre forti e ricercati di Cristiano Godano, è caratterizzato da un "compromesso" tra l'anima più melodica del gruppo e quella più inquieta. Infatti, ad alcune canzoni abbastanza convenzionali (L'abitudine, Una canzone arresa) si affiancano sprazzi di desolante alienazione (L'odio migliore) e di intenso lirismo (Infinità).

## Tracce
CD 1
1. L'odio migliore – 3:50
2. L'abitudine – 4:13
3. Le Putte – 3:50
4. Infinità – 5:34
5. Una canzone arresa – 4:31
6. Questo e altro – 4:11
7. Ineluttabile – 4:09
8. Lamento dello sbronzo – 4:05
9. Il naufragio – 3:05
10. Spora n.5 – 0:49
11. In delirio – 4:29
12. Spora n.27 – 0:31
13. Un sollievo – 3:54

CD 2
1. spora n.3 - Fuoco pallido
2. spora n. 25
3. spora n. 1 - Yogurt
4. spora n. 7 - Ancora ti attendo
5. spora n. 34
6. spora n. 19
7. spora n. 22 - Air terminal
8. spora n. 31
9. spora n. 11 - Rotule come frisbee
10. spora n. 4 - Take a war
11. spora n. 14 - Perdutamente
12. spora n. 9 - L'universo di un istante infinito
13. spora n. 28
14. spora n. 16
15. spora n. 23 - Paco de la morte (parte seconda)
16. spora n. 15 - Humus

## Formazione
- Cristiano Godano - voce e chitarra
- Riccardo Tesio - chitarra
- Dan Solo - basso
- Luca Bergia - batteria, cori

## Classifiche
| Classifica (1999) | Posizione massima |
| ----------------- | ----------------- |
| Italia            | 6                 |